# Промежуточная кора
Промежуточная кора, или мезокортекс, — это совокупность областей коры больших полушарий головного мозга млекопитающих животных, гистологически промежуточных по строению между типичной новой корой и аллокортексом (древней корой и старой корой)..
Таким образом, в понятие промежуточной коры включаются как области переходной новой коры (произокортекса), так и области аллокортикальной переходной коры (переходная старая кора и переходная древняя кора).
Промежуточная кора, или мезокортекс, является де-факто синонимом паралимбической коры. Вся паралимбическая кора состоит именно из таких промежуточных, переходных областей. Верно и обратное: вся промежуточная кора сосредоточена в областях паралимбической коры. Однако эти понятия представляют собой всё же разные концептуализации одного и того же явления. Промежуточную кору выделяют на основании её промежуточного между новой корой и аллокортексом (старой и древней корой) гистологического строения. Паралимбическую же кору выделяют на основании её анатомической близости к структурам лимбической системы.